# ラ・フォレ＝デュ＝タンプル
ラ・フォレ＝デュ＝タンプル （La Forêt-du-Temple）は、フランス、ヌーヴェル＝アキテーヌ地域圏、クルーズ県のコミューン。

## 地理
県最北のコミューン。サントル＝ヴァル・ド・ロワール地域圏と対峙している。コミューンは歴史的にラ・マルシュ伯領の一部である。かつてのベリーと向かい合う、旧ラ・マルシュの北端である。
コミューンは低地震活動に対応する地震活動ゾーン2に分類されている。12か所の集落および場所がある。

## 由来
フランス革命時代の名称は、ラ・フォレ＝ラ＝ナシオン（La Forêt-la-Nation）であった。

## 歴史
ラ・フォレ＝デュ＝タンプルは、20世紀中にかなりの量が発掘された、新石器時代の燧石をつくる工房があった地である。青銅器時代にさかのぼる青銅製の指輪、いくつかの斧がコミューン内で発掘されている。
1836年にラ・フォレ＝デュ＝タンプルはモルトルーと合併したが、1883年にモルトルーは再び単独のコミューンに戻った。

## 人口統計
| 1962年 | 1968年 | 1975年 | 1982年 | 1990年 | 1999年 | 2006年 | 2013年 |
| ------ | ------ | ------ | ------ | ------ | ------ | ------ | ------ |
| 358    | 337    | 264    | 190    | 163    | 151    | 156    | 140    |

参照元:1962年から1999年までは複数コミューンに住所登録をする者の重複分を除いたもの。それ以降は当該コミューンの人口統計によるもの。1999年までEHESS/Cassini、2006年以降INSEE。

## 史跡
- ノートルダム教会 - 12世紀。かつてテンプル騎士団のコマンドリーに付属する礼拝堂として使われていた。その後マルタ騎士団の所有となり、19世紀に修復された[9]。村から遠く離れた墓地の向こう側にある。建物には、フランス歴史文化財の目録に含まれる、版画で装飾された木彫りの聖遺物箱が含まれている[10][11]。

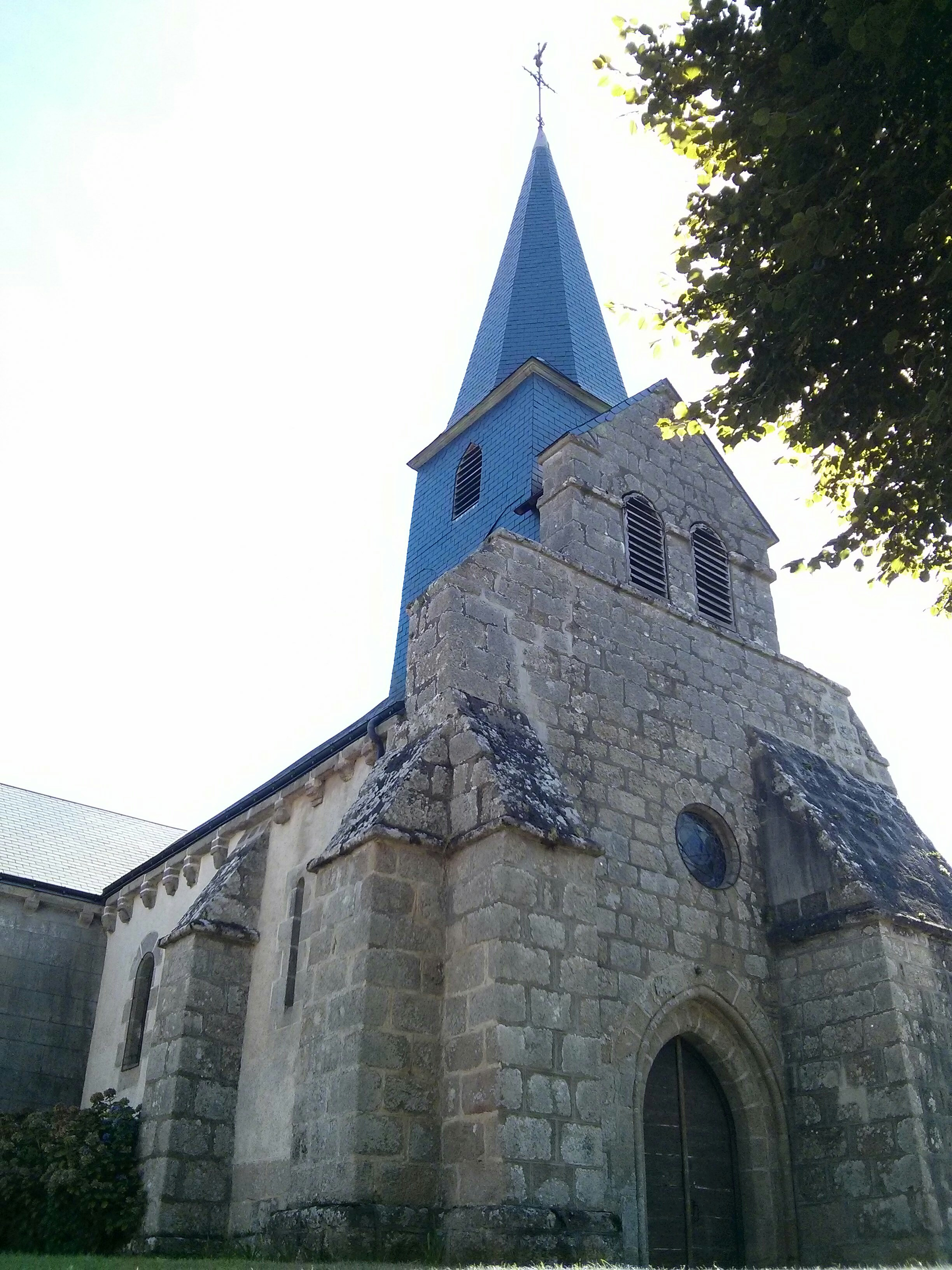
教会のペディメント
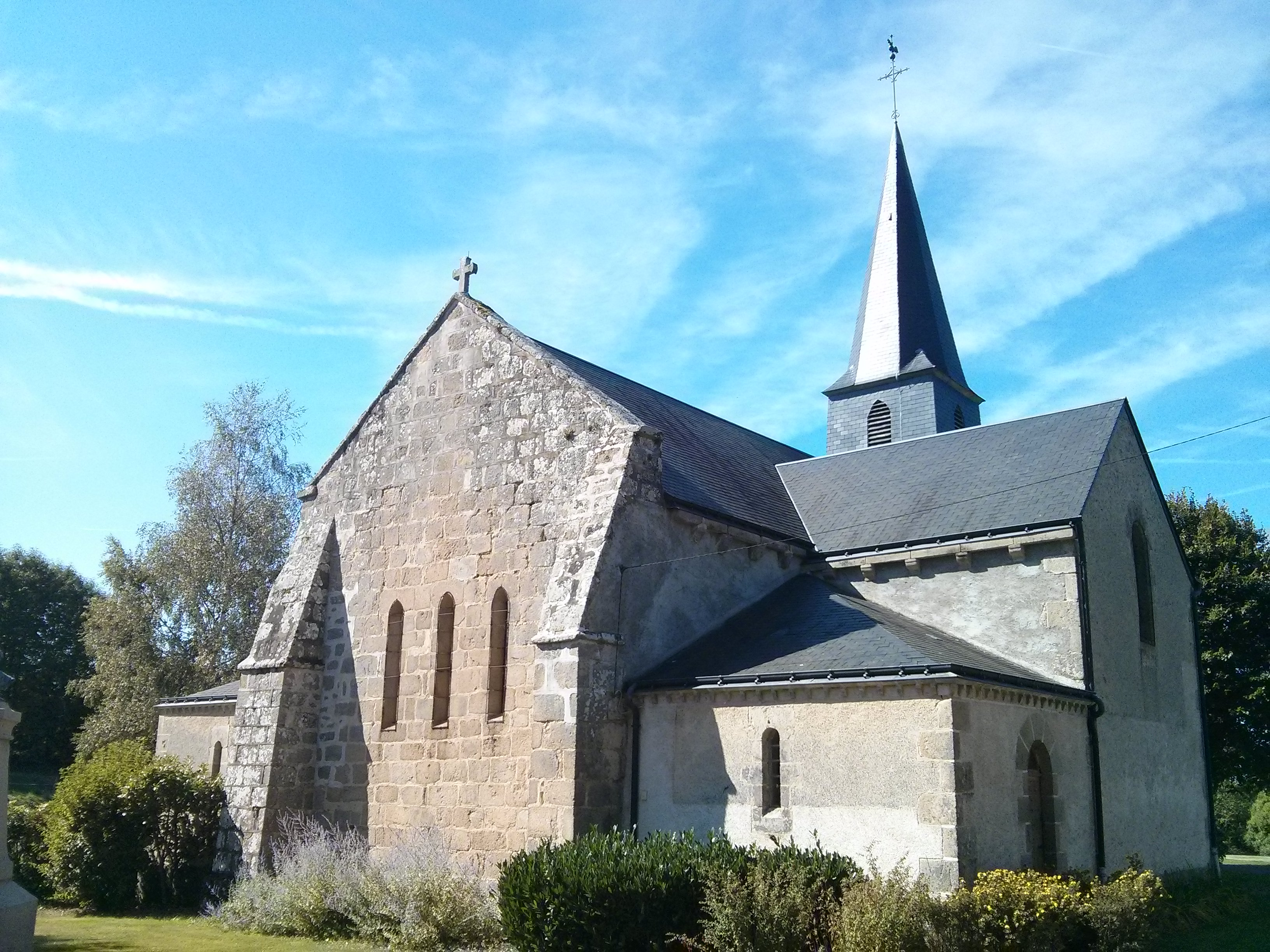
教会の後ろ側